# Lauthiers
Lauthiers is een gemeente in het Franse departement Vienne (regio Nouvelle-Aquitaine) en telt 87 inwoners (2009). De plaats maakt deel uit van het arrondissement Montmorillon.

## Geografie
De oppervlakte van Lauthiers bedraagt 8,3 km², de bevolkingsdichtheid is dus 10,5 inwoners per km².
De onderstaande kaart toont de ligging van Lauthiers met de belangrijkste infrastructuur en aangrenzende gemeenten.

## Demografie
Onderstaande figuur toont het verloop van het inwonertal (bron: INSEE-tellingen).